# Norbert Schmelzer
Pour les articles homonymes, voir Schmelzer.
Wilhelm Klaus Norbert Schmelzer, né le 22 mars 1921 à Rotterdam (Pays-Bas) et mort le 14 novembre 2008 à Saint-Ingbert (Allemagne), est un homme d'affaires et politique néerlandais membre de l'Appel chrétien-démocrate (CDA).

## Biographie

### Jeunesse et formation
Il est diplômé en économie de l'université de Tilbourg en 1947 et commence alors à travailler chez Unilever. Il en démissionne en 1950 pour rejoindre les services du ministère néerlandais des Affaires économiques, avant d'être nommé secrétaire d'État du ministère des Affaires intérieures en octobre 1956.

### Débuts et ascension en politique
Au cours des élections législatives du 12 mars 1959, il est élu représentant à la Seconde Chambre des États généraux. Il siège seulement deux mois, étant nommé secrétaire d'État au ministère des Affaires générales. Réélu représentant le 15 mai 1963, il est désigné le 2 juillet suivant président du groupe parlementaire du KVP et exerce cette responsabilité pendant huit ans.

### Un formateur sans succès
Dans la nuit du 13 au 14 octobre 1966, il critique vertement le projet de budget proposé par le cabinet de coalition de Jo Cals et fait adopter un texte en ce sens. Le Premier ministre, également membre du KVP, s'estime désavoué et remet sa démission à la suite de cet épisode, appelé la « nuit de Schmelzer ». Ce dernier est alors désigné le 18 octobre « formateur » par la reine Juliana. Il ne parvient cependant pas à constituer de majorité et rend son mandat le 3 novembre. C'est finalement Jelle Zijlstra, du Parti antirévolutionnaire (ARP), qui prend la direction de l'exécutif en formant une équipe transitoire jusqu'aux élections législatives anticipées.

### Ministre des Affaires étrangères
Alors que s'achève son mandat parlementaire en 1971, il renonce à siéger à la Seconde Chambre et se fait élire sénateur à la Première Chambre des États généraux le 29 avril.
Le 6 juillet suivant, Norbert Schmelzer est nommé à 50 ans ministre des Affaires étrangères dans le premier gouvernement de coalition du Premier ministre chrétien-démocrate Barend Biesheuvel. Après la rupture de la coalition au pouvoir, il est confirmé dans ses fonctions le 9 août.
Il quitte la politique à la fin de ses fonctions ministérielles, le 11 mai 1973 et rejoint le secteur privé.